# Władysław Klępka
Władysław Klępka (* 26. Januar 1942 in Krężnice Jarej bei Lublin) ist ein polnischer Lyriker, Maler und Übersetzer aus dem Tschechischen und Georgischen.

## Leben
Władysław Klępka studierte Kulturwissenschaft an der Maria-Curie-Skłodowska-Universität in Lublin und arbeitete bis zu seiner Pensionierung als Instrukteur für Formgestaltung in verschiedenen Kulturinstitutionen. Er debütierte 1985 mit Übersetzungen aus dem Georgischen in „Poezja“. Klępkas Gedichte sind ins Deutsche übersetzt von Dieter Kalka und publiziert im Muschelhaufen 2001 sowie auf Portalpolen. Władysław Klępka ist seit 2007 Mitglied des polnischen Schriftstellerverbandes (ZLP), außerdem des Stowarzyszenie Jeszcze Żywych Poetów/„Vereins der noch lebenden Poeten“ in Zielona Góra. Er lebt in Zielona Góra.

## Schaffen
- Węzeł serdeczny. 69 miniatur poetyckich (1996)
- Lato zimorodka (1997)
- Świetlisty cień Rafaela (1999)
- Bordiura z akantem (2000)
- Zielonym do góry. Znasz limeryki liczne (2004)
- Za wiatrem za wodą. Haiku, tanka (2005)
- Siedmiokrąg (2005)
- Wyka Pana. Tetrastychy (2008)
- Zielone światło (2011)
- Echo okaryny (2014)
- Zielonym do góry. Setnik limeryków lubuskich (2014)
- Rozłąka z łąką (2015)

## Preise
- Nagroda Kulturalną m. Puławy (1978)
- Srebrne Pióro Pegaza (1998)
- Lubuski Animator Kultury (2009)

## Referenzen
- Ausstellung, Kulturhaus Żary
- Seite des Schriftstellerverbandes SPP
- Verlag Pro libris
- Text von Władysław KLĘPKA  auf Portalpolen

| Personendaten    | Personendaten                            |
| ---------------- | ---------------------------------------- |
| NAME             | Klępka, Władysław                        |
| KURZBESCHREIBUNG | polnischer Lyriker, Maler und Übersetzer |
| GEBURTSDATUM     | 26. Januar 1942                          |
| GEBURTSORT       | Krężnice Jarej bei Lublin                |